# Sân bay Long Beach

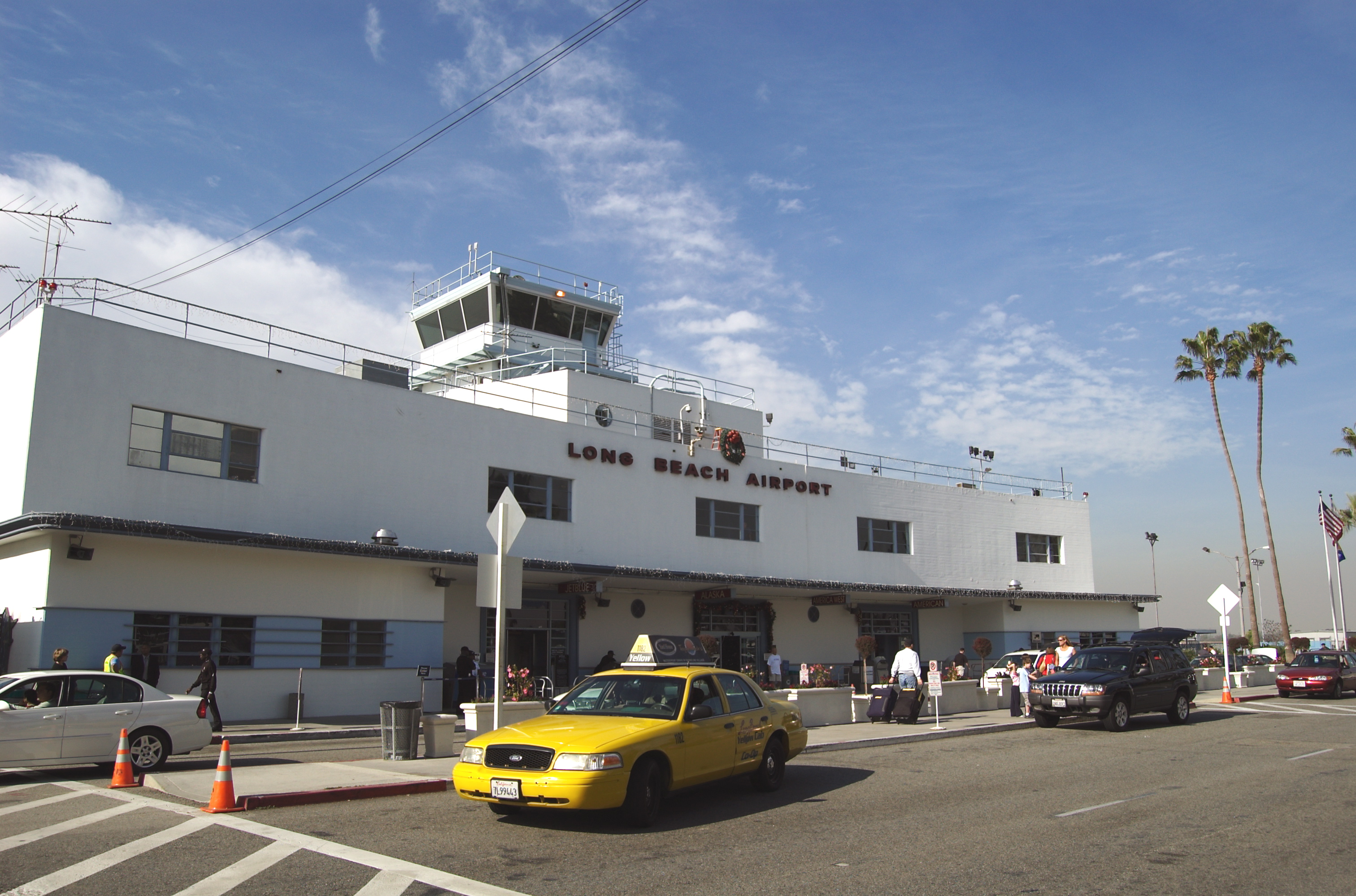
Nhà ga sân bay Long Beach

Sân bay Long Beach (IATA: LGB, ICAO: KLGB, LID FAA: LGB), cũng có tên là Daugherty Field, là một sân bay ở Long Beach, California, phục vụ các quận Los Angeles và Orange. Sân bay này có tổng cộng 5 đường băng và 9 đường lăn, tổng diện tích 1.166 mẫu Anh (472 ha). Tên cũ là Sân bay đô thị Long Beach.
Sân bay này cách Sân bay quốc tế Los Angeles 29 km về phía tây bắc.

## hãng hàng không và các tuyến bay
Các cửa ở nhà ga sân bay này được chia thành hành lang bắc và nam, mỗi nơi có 4 cửa. Các cửa ở hành lang bắc được đánh số 21, 22, 23A và 23B, còn các cửa ở hành lang nam được đánh số 1, 2, 3, và 4A.
| Hãng hàng không                                | Các điểm đến | Hành lang |
| ---------------------------------------------- | --- | --------- |
| Alaska Airlines                                | Portland (OR), Seattle/Tacoma | Nam       |
| Delta Connection cung ứng bởi SkyWest Airlines | Salt Lake City | Bắc       |
| JetBlue Airways                                | Austin, Boston, Chicago-O'Hare, Fort Lauderdale, Las Vegas, New York-JFK, Oakland, Portland (OR), Sacramento, Salt Lake City, San Francisco, San Jose (CA), Seattle/Tacoma, Washington-Dulles | Nam       |
| US Airways Express cung ứng bởi Mesa Airlines  | Phoenix | Bắc       |

### Bản đồ điểm đến
| Bản đồ điểm đến |
| --- |
| Long BeachDenverSalt Lake CityPhoenix–Sky HarborLas VegasOaklandSacramentoSan Jose (CA)AustinChicago–Midway Dallas–Love NashvilleReno St. Louis New OrleansHouston-Hobby OrlandoAlbuquerqueEl PasoKansas CityPortlandBoiseLouisville Điểm đến Hoa Kỳ lục địa từ sân bay Long Beach · Đỏ = Điểm đến quanh năm · Lục = Điểm đến theo mùa · Lam = Điểm đến dự kiến · Nâu = Điểm đến hàng hóa · Tía = Điểm đến cho nhiều hãng hàng không |
| HonoluluKahului Điểm đến Hawaii từ sân bay Long Beach · Đỏ = Điểm đến quanh năm · Lam = Điểm đến dự kiến · Tía = Điểm đến cho nhiều hãng hàng không |